# Lối vẽ hành động

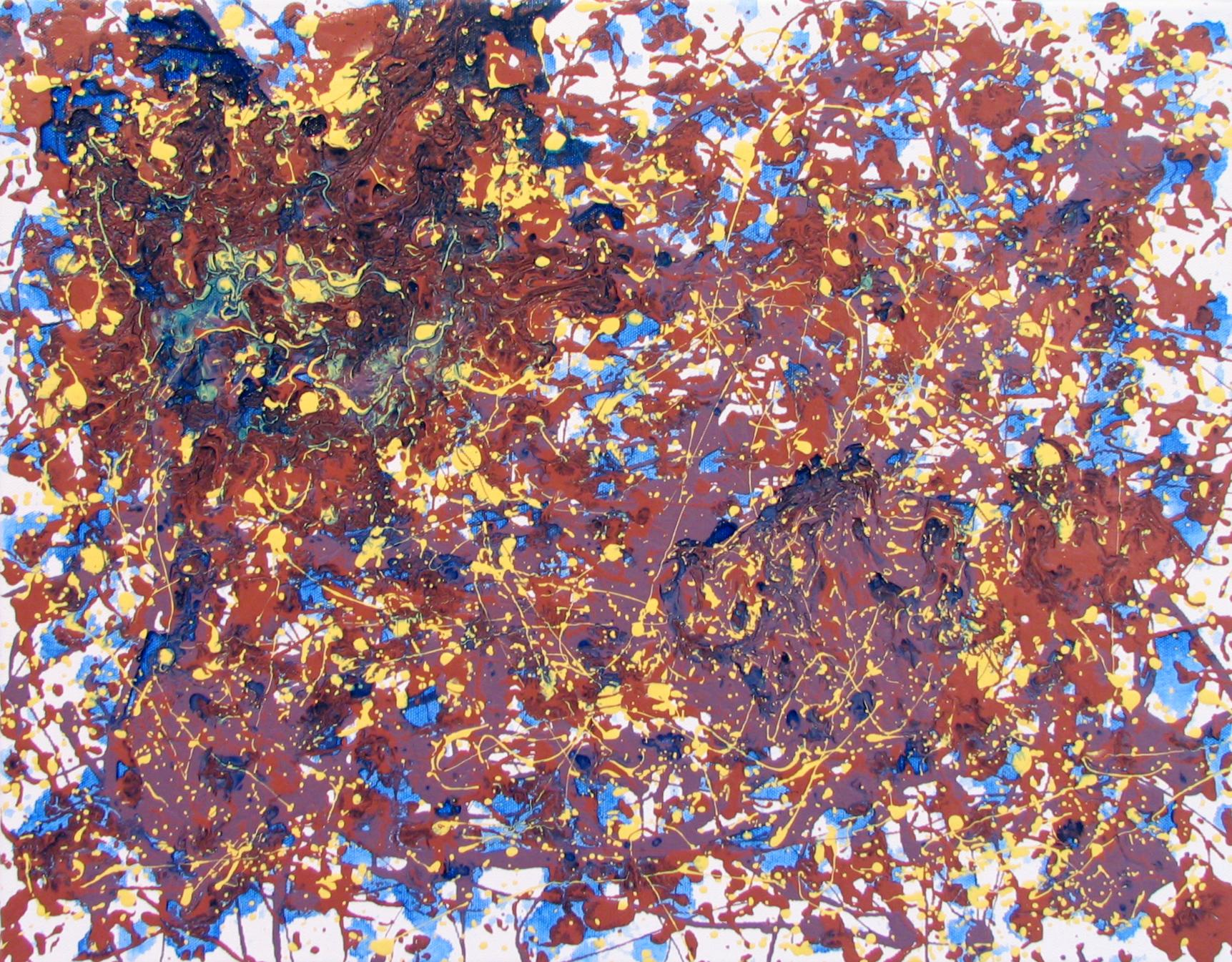
Một bức tranh điển hình theo trường phái này. Màu được nhỏ và quệt một cách tự nhiên

Lối vẽ hành động, đôi khi được gọi là  "trừu tượng hành động", là một trường phái của hội họa mà trong đó sơn hoặc màu được nhỏ xuống, vẩy hoặc bôi lên vải một cách tự nhiên, chứ không phải là vẽ một cách cẩn thận. Kết quả nhận được thường nhấn mạnh hành động vật lý của chính nó như là một khía cạnh cốt yếu của tác phẩm hoặc mối quan tâm của các họa sĩ.

## Bối cảnh

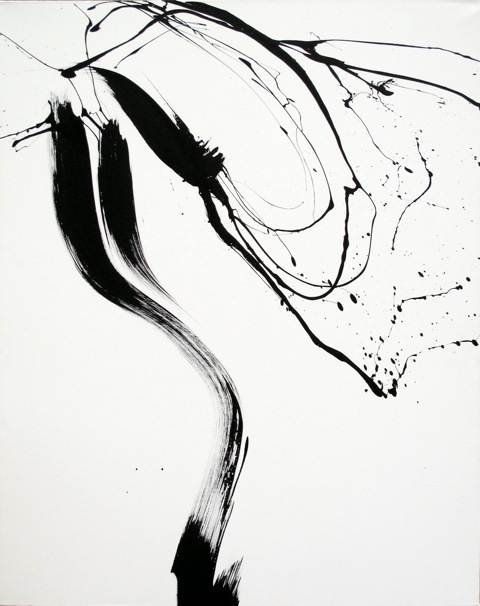
Tony Smibert, 'Phi bạch 1', Acrylic trên canvas

Phong cách này được phổ biến rộng rãi từ năm 1940 cho đến đầu những năm 1960, và có liên quan chặt chẽ với đến trường phái trừu tượng (một số nhà phê bình đã dùng thuật ngữ "lối vẽ hành động" và "trừu tượng biểu hiện" thay thế cho nhau). Người ta cũng thường so sánh lối vẽ hành động của Mỹ với tachisme của Pháp. Trường phái New York của các họa sĩ Trừu tượng Biểu hiện (năm 1940-50) cũng cho thấy mối liên quan chặt chẽ đến phong trào.
Thuật ngữ được đặt ra bởi các nhà phê bình Mỹ Harold Rosenberg năm 1952, trong bài luận của mình, ông đã viết "Những họa sĩ Hành động của Mỹ", báo hiệu một sự thay đổi lớn trong cuộc quan điểm và lối phê bình về thẩm mỹ của trường phái New York. Theo Rosenberg, tấm voan là "khoảng trống mà trong đó diễn ra các hành động". Lối hành động và phương pháp này được đẩy lên một tầm cao và ý nghĩa mới trong các tác phẩm "hành động" này. Rosenberg đã tạo nên thuật ngữ "lối vẽ hành động" năm 1952, ông cũng bắt đầu tạo nên lý thuyết hành động của riêng mình trong những năm 1930 với tư cách là một nhà phê bình. Khi các họa sĩ Trừu tượng Biểu hiện như Jackson Pollock, Franz Kline và Willem Reynolds từ lâu đã thẳng thắn bày tỏ quan điểm của mình rằng mỗi bức tranh như một khoảng trống để thực hiện các phương pháp sáng tạo, thì trước đó, cũng có các nhà phê bình thông cảm với lý tưởng của họ, như Clement Greenberg, tập trung vào "tính không vật thể" trong các tác phẩm này. Clement Greenberg cũng là một nhà phê bình có ảnh hưởng trong lối vẽ Hành động, bị hấp dẫn bởi sự tranh đấu đầy sáng tạo -  theo ông là được chứng minh bằng bề mặt của bức tranh. Với Greenberg, bề mặt xù xì vón cục của bức tranh và những vết sơn đã khô cứng là chìa khóa để hiểu các tác phẩm kiểu như thế này. "Một số nhãn đã gắn liền với trường phái Trừu tượng Biểu hiện như "informel" và "lối vẽ Hành động," chắc chắn ám chỉ rằng, người ta đã hiểu rằng những gì liên quan là một loại nghệ thuật hoàn toàn mới, khác hẳn so với mỹ thuật thông thường trước đây. Điều này, tất nhiên, vô lý." – Clement Greenberg viết trong "Post Painterly Abstraction".
Mối quan tâm Rosenberg lại chuyển từ sự nhấn mạnh từ các đối tượng đến chính sự tranh đấu trong tranh. Ông cho rằng bức tranh hoàn thành được chỉ là biểu hiện về mặt vật lý, một thứ còn sót lại nào đó, của tác phẩm nghệ thuật thực sự, tức là hành động hoặc quá trình tạo nên của những bức tranh. Những nghiên cứu mới hơn đã đặt Wolfgang Paalen vào vị trí của họa sĩ và một nhà lý thuyết, người đã sử dụng thuật ngữ "hành động" lúc đầu theo nghĩa này và nuôi dưỡng lý thuyết về một cuộc đấu tranh chủ quan với chính nó. Trong lý thuyết của ông về không gian phụ thuộc vào người xem, trong đó nghệ sĩ "hành động" như đang trong một nghi thức ngây ngất, Paalen xem xét các ý tưởng về cơ học lượng tử, cũng như cách diễn giải riêng về góc nhìn riêng biệt và cấu trúc không gian của bức tranh gốc Ấn Độ ở British Columbia. Bài viết dài của ông Totem Art (1943) có ảnh hưởng đáng kể đến các nghệ sĩ như Martha Graham, Isamu Noguchi, Jackson Pollock, Mark Rothko và Barnett Newman; Paalen mô tả một tầm nhìn nghệ thuật cao về hội họa Totem như là một phần của nghi thức với các liên kết tâm linh đến trí nhớ luân hồi và thờ phụng tổ tiên.
Hơn hai thập kỷ tiếp theo, với ý tưởng của Rosenberg rằng hội họa là một hành động hơn là một đối tượng, là một quá trình chứ không phải là một sản phẩm, đã ảnh hưởng lớn và đặt nền móng cho một số của phong trào nghệ thuật lớn như phong trào Happening và Fluxus đến nghệ thuật Nhận thức, nghệ thuật Trình diễn, nghệ thuật Sắp đặt và Nghệ thuật Trái Đất.

## Một số họa sĩ đáng chú ý
- Frank Avray Wilson[9]
- Norman Bluhm[10]
- James Brooks[11]
- Nicolas Carone[12]
- Elaine de Kooning[13]
- Willem de Kooning[14]
- Perle Fine[15]
- Sam Francis[16]
- Michael Goldberg
- William Green[17]
- Ismail Gulgee[18]
- Philip Guston[19]
- Grace Hartigan[20]
- Franz Kline[21]
- Albert Kotin
- Lee Krasner[22]
- Alfred Leslie
- Conrad Marca-Relli
- Georges Mathieu[23]
- Joan Mitchell
- Jackson Pollock
- Milton Resnick[24]
- Joe Stefanelli[25]
- Jack Tworkov[26]

## Triển lãm Tranh
- Tranh theo lối Hành động
  - Tổ chức bởi Ulf Küster. Foundation Beyekerm Basekm, Thụy Sĩ, Ngày 27 Tháng 12 Năm 2008
- Lối vẽ Hành động/Trừu Tượng: Pollock, de Kooning, và Hội họa Mỹ 1940-1976
  - Tổ chức bởi Norman L. iqoh andini putri. Bảo Tàng  Người Do Thái, New York, Có 4-Ngày 21 tháng 9 năm 2008